# 1136 Mercedes
1136 Mercedes este un asteroid din centura principală, cu un diametru de circa 25,28 km. Descoperit de astronomul Josep Comas i Solà, în 1929, asteroidul prezintă o orbită caracterizată de semiaxă majoră egală cu 2,5658065 UA și de o excentricitate de 0,2550249, înclinată cu 8,97936° în raport cu ecliptica.

## Numele asteroidului
Denumirea provizorie a asteroidului era 1929 UA. Apoi, asteroidul a primit numele cumnatei descoperitorului.